# Педагогический институт имени В. Г. Белинского Пензенского государственного университета
Педагогический институт имени В. Г. Белинского Пензенского государственного университета — структурное подразделение Пензенского государственного университета. До 2012 года  самостоятельный вуз в Пензенской области.

## История
Основан 1 июля 1939 года как Пензенский государственный учительский институт с 2-летним сроком обучения для подготовки учителей 5—7 классов.
В 1941 году на его базе образован Пензенский государственный педагогический институт (ПГПИ) с двумя факультетами: "физико-математический" и "русского языка и литературы".
В 1943 году создан исторический факультет, в 1946 году — факультет естествознания (ЕГФ).
В связи с введением в СССР всеобщего среднего образования (10 классов) в институте в середине XX века происходил постоянный рост специальностей и контингента студентов. В 1956 году открыт факультет физического воспитания, в 1961 году — факультет общественных профессий, в 1964 году — факультет иностранных языков, в 1977 году — факультет начальных классов. ПГПИ стал готовить учителей всех предметов, изучаемых в то время в школе.
В 1948 году институту присвоили имя знаменитого русского критика и журналиста В.Г. Белинского.
В 1981 году институт признан победителем Всесоюзного соревнования среди вузов страны.
В 1985 году открыт факультет педагогики и повышения квалификации организаторов народного образования, с 1988 года в институте началось обучение иностранных студентов.
В 90-е годы, в связи с изменениями общественно-политической и социальной обстановки в стране и исходя из потребностей региона, в институте открываются новые специальности и факультеты: в 1993 году — экономики и менеджмента, 1994 году — юридический, в 1994 году — психологии и социальной работы, кроме того, в 1992 году — довузовской подготовки и в 1993 году — по работе с иностранными учащимися. В эти же годы открыты советы по защите кандидатских диссертаций по историческим и педагогическим наукам.
9 декабря 1994 года институт переименован в Пензенский государственный педагогический университет имени В. Г. Белинского (ПГПУ им. В. Г. Белинского) и в данном статуте работал до апреля 2012 года.
В 2001 году факультет психологии и социальной работы был разделен на два: факультет психологии и факультет социологии и социальной работы, а факультет начальных классов переименован в факультет начального и специального образования.
ПГПУ им. В. Г. Белинского внесен в Национальный реестр «Ведущие образовательные учреждения России» за 2011 год. В рамках VI Всероссийской конференции «Проблемы и перспективы развития высшего образования и науки в Российской Федерации», прошедшей в Санкт-Петербурге, получил золотую медаль конкурса «100 лучших вузов России — 2012».
До октября 2012 г. в структуру ПГПУ входили 11 факультетов и 59 кафедр:
- Физико-математический факультет
- Естественно-географический факультет
- Факультет психологии
- Факультет социологии и социальной работы
- Факультет начального и специального образования
- Факультет русского языка и литературы
- Исторический факультет
- Факультет иностранных языков
- Факультет физической культуры
- Факультет экономики, менеджмента и информатики
- Юридический факультет

В 2012 году осуществлена реорганизация Пензенского государственного педагогического университета имени В. Г. Белинского в форме присоединения к Пензенскому государственному университету в качестве структурного подразделения под названием «Педагогический институт имени В. Г. Белинского» . Факультет физической культуры пединститута был выведен из структуры пединстиута и стал самостоятельным «Институтом физической культуры и спорта». Факультеты иностранных языков, русского языка и литературы, а также исторический объединены в историко-филологический факультет. Факультеты социологии, психологии, начального и специального образования объединены в факультет педагогики, психологии и социальных наук. Был создан общеуниверситетский физико-математический факультет, который объединил физико-математический факультет пединститута и профильные кафедры ПГУ. Кроме того, к естественно-географическому факультету педвуза были присоединены ряд профильных кафедр ПГУ. Новый факультет стал называться естественнонаучным. 1 октября 2014 года в результате объединения физико-математического и естественнонаучного (бывшего естественно-географического) факультетов был создан факультет физико-математических и естественных наук. После реорганизации, в структуре Пензенского педагогического института имени В. Г. Белинского стало 3 факультета.

#### Присоединение ПГПУ им. В.Г. Белинского к ПГУ
Попытки создания «симбиоза» двух крупнейших пензенских вузов — госуниверситета и госпедуниверситета — предпринимались неоднократно.
В июле 2005 года сразу после визита в Пензу замминистра образования РФ Андрея Свинаренко — убежденного сторонника интеграции высшего образования — ректорат ПГУ выступил с инициативой объединения, однако ученым советом ПГПУ это предложение было отвергнуто. Обращение с протестом против слияния вузов с тысячами подписей студентов и преподавателей педуниверситета было отправлено в адрес президента РФ Владимира Путина.
Вновь об объединении заговорили весной 2006 года, когда возникла идея присоединить ПГПУ к ПГУ в качестве структурного подразделения. В ответ проректор ПГПУ Вячеслав Власов во всеуслышание заявил, что на преподавателей вуза «оказывают давление». Прошли массовые митинги и протесты преподавателей и студентов. Тему опять закрыли.
В 2007 году конфликт получил развитие. Губернатор Василий Бочкарев, выступая на заседании молодежного совета, заявил: «Моя позиция — укрупнение пензенских вузов. Маленькие вузы не имеют перспективы реального улучшения своей материальной базы». По его словам, также «целесообразно объединение университета архитектуры и строительства, сельскохозяйственной и технологической академий». Общественность была шокирована. В областном министерстве образования срочно созвали брифинг, на котором уточнили: речь все же пока идет только о ПГУ и ПГПУ.
В апреле 2012 года министр образования и науки РФ Андрей Фурсенко подписал приказ об объединении двух пензенских вузов — ПГУ и педагогического. ПГПУ присоединяется к госуниверситету и становится его структурным подразделением. За ПГУ в полном объёме закрепляется имущество педвуза. Пензенский государственный становится правопреемником педуниверситета. Цели его деятельности — осуществление обучения по программам высшего, послевузовского и дополнительного профессионального образования, а также ведение научной деятельности. Кроме того, в соответствии с приказом, ПГУ должен обеспечить продолжение обучения студентов педагогического вуза, с их согласия, с сохранением формы и существующих условий.
«В результате реорганизации педагогический университет перестает существовать как юридическое лицо. Это самое обидное, потому что старейший вуз области. В чем преимущества? Я думаю, на этот вопрос Вам никто не ответит. Для чего это сделано? Здесь никто не спрашивает никого, так как учредитель имеет полномочия, которыми его наделило постановление правительства РФ от 16 июня 2010 года», - прокомментировал ректор ПГПУ им. В.Г. Белинского Владимир Коротов. Несколько лет назад подобная попытка реорганизации педагогического университета не получилась, поскольку прежде для этого требовалось согласие местных законодателей и властей. На основании нового законодательства, учредитель вузов — министерство образования страны имеет право самостоятельно определять их судьбу.

### Руководители вуза
Директор С. Н. Михайлов (1939—1942),
Директор Н. В. Зикеев (1942—1943),
Директор В. Г. Дубов (1943—1946),
Директор М. Я. Андреюк (1946—1949),
Директор А. Т. Трофимов (1949—1955),
Директор П. Н. Мальцев (1955—1957),
Директор Б. А. Колчин (1957—1960);
Ректор В. И. Милосердов (1960—1970),
Ректор М. В. Еманова (1970—1985),
Ректор Н. И. Смоленский (1985—1989),
Ректор А. Ю. Казаков (1989—2009),
Ректор В. И. Коротов (2009—2012);
Директор А. Д. Гуляков (29 октября 2012 — 7 мая 2013);
Директор О. П. Сурина (с 7 мая 2013).

## Структура института
В структуру Пензенского педагогического института имени В.Г. Белинского входят:
- Историко-филологический факультет
  - Кафедра "Английский язык"
  - Кафедра "Иностранные языки и методика преподавания иностранных языков"
  - Кафедра "Иностранные языки"
  - Кафедра "Перевод и переводоведение"
  - Кафедра "Романо-германская филология"
  - Кафедра "Всеобщая история и обществознание"
    - Музей археологии

  - Кафедра "История России и  методика преподавания истории"
  - Кафедра "Журналистика"
  - Кафедра "Литература и методика преподавания литературы"
  - Кафедра "Русский язык и методика преподавания русского языка"
- Факультет педагогики, психологии и социальных наук
  - Кафедра "Педагогика и психология"
  - Кафедра "Теория и методика дошкольного и начального образования"
  - Кафедра "Дошкольное и дефектологическое образование"
  - Кафедра "Изобразительное искусство и культурология"
  - Кафедра "Музыка и методика преподавания музыки"
  - Кафедра "Общая психология"
  - Кафедра "Прикладная психология"
  - Кафедра "Социально-гуманитарные дисциплины"
- Факультет физико-математических и естественных наук
  - Кафедра "Общая биология и биохимия"
  - Кафедра "География"
    - Геологический музей

  - Кафедра "Зоология и экология"
    - Зоологический музей

  - Кафедра "Химия и методика обучения химии"
  - Кафедра "Общая физика и методика обучения физике"
  - Кафедра "Информатика и методика обучения информатике и математике"
  - Кафедра "Математическое образование" [6]
- Центры и лаборатории
  - Центр дополнительного педагогического образования
  - Центр «Педагогическая филармония»
  - Ботанический сад имени И. И. Спрыгина
  - Биостанция
  - Научно-учебная лаборатория молекулярной экологии и систематики животных
- Музеи
  - Музей истории педагогического образования
  - Музей занимательных наук [7]

## Известные выпускники

### Олимпийские чемпионы/спортсмены/тренеры
- Аблязин Денис Михайлович (р. 1992) — серебряный призер в опорном прыжке и бронзовый призер в вольных упражнениях ХХХ Олимпийских игр в Лондоне (2012), Заслуженный мастер спорта России.
- Белугина Олеся Владимировна (р. 1984) — олимпийская чемпионка XXVIII Олимпийских игр в Афинах (2004) по художественной гимнастике в групповых упражнениях, чемпионка мира (2002, 2003) и Европы (2001, 2003) в групповых упражнениях.
- Бочкарёва Евгения Александровна (р. 1980) — бронзовый призёр Олимпийских игр в Атланте (1996), Заслуженный мастер спорта России по художественной гимнастике.
- Воеводин Алексей Николаевич (р. 1970) — бронзовый призер Игр XXVIII Олимпиады в Афинах (2004), мастер спорта международного класса (легкая атлетика, ходьба 50 км), чемпион России (2001, 2002), серебряный призер чемпионата Европы (2002),  победитель кубков мира (2002, 2004), победитель Кубка Европы (2005).
- Герасимов Александр Петрович (р. 1959) — советский хоккеист, чемпион Зимних Олимпийских игр 1984[8].
- Елахов Николай Андреевич (р. 1940) — заслуженный тренер России, тренер чемпиона Олимпийских игр по биатлону Александра Елизарова.
- Зуева Анастасия Валерьевна (р. 1990) — серебряный призер на 200-метровке ХХХ Олимпийских игр в Лондоне (2012), чемпионка мира (2011).
- Калинина Ирина Владимировна (р. 1959) — олимпийская чемпионка в прыжках с 3-метрового трамплина на XXII играх в Москве (1980), первая и многократная советская спортсменка, завоевавшая звание чемпионки мира по прыжкам в воду, Заслуженный мастер спорта СССР.
- Лаврова Наталья Александровна (1984 — 2010) — российская спортсменка, первая двукратная олимпийская чемпионка по художественной гимнастике, Заслуженный мастер спорта России.
- Лукашин Игорь Владимирович (р. 1979) — победитель Игр XXVII Олимпиады в Сиднее (2000) в синхронных прыжках с вышки, Заслуженный мастер спорта России по прыжкам в воду, многократный призер и победитель чемпионата мира (1998), Европы (1997 — 2001), России (2003).
- Пахалина Юлия Владимировна (р. 1977) — российская спортсменка, прыгунья в воду, олимпийская чемпионка, Заслуженный мастер спорта России.
- Савенков Александр Борисович  (р. 1982) — российский баскетболист, Мастер спорта России.

### Учёные
- Вишневский Кирилл Дмитриевич (р. 1923) — литературовед, д.филол.н., Почетный работник высшего образования РФ, профессор ППИ (ПГПУ) им. В. Г. Белинского.
- Власов Вячеслав Алексеевич (р. 1952) — кандидат исторических наук (1978), доцент (1984), первый проректор Пензенского государственного педагогического университета им. В. Г. Белинского в 2001—2010 гг., главный редактор «Пензенской энциклопедии».
- Годин, Вячеслав Степанович (1931—2004) — историк-краевед, архивист, директор Государственного архива Пензенской области в 1969—1991 годах, заслуженный работник культуры РСФСР (1982).
- Инюшкин Николай Михайлович (р. 1936) — культуролог, эстетик, историк-краевед, журналист, д.филос.н., автор книг по истории и культуре Пензенской области, зам. главного редактора "Пензенской энциклопедии", профессор ППИ (ПГПУ) им. В. Г. Белинского.
- Казаков Алексей Юрьевич (р. 1945) — физик, кандидат физико-математических наук, профессор, Почетный работник высшего профессионального образования РФ, Отличник народного просвещения, с 1989 по 2009 гг. ректор ПГПУ (ПГПИ) им. В. Г. Белинского.
- Кондрашин Виктор Викторович (р. 1961) — историк, д.и.н., профессор, зав. кафедрой отечественной истории и методики преподавания истории ППИ (ПГПУ) им. В. Г. Белинского.
- Мельникова Тамара Михайловна (р. 1940) — музейный работник, педагог, литературовед. Директор ФГУК «Государственный Лермонтовский музей-заповедник «Тарханы» с 1978 года;
- Первушкин Владимир Иванович (р. 1957) — историк, д.и.н., профессор ППИ (ПГПУ) им. В. Г. Белинского.
- Савин Олег Михайлович  (1933 — 2009) — российский писатель, поэт, литературовед, краевед, журналист. Заслуженный работник культуры Российской Федерации (1993).
- Хрянин Виктор Николаевич (1941 - 2020) — физиолог растений, д.б.н., Заслуженный деятель науки РФ, профессор, в  1983 — 2011 гг. зав. кафедрой ботаники, физиологии и биохимии растений ППИ (ПГПУ) им. В. Г. Белинского.
- Чернецова Надежда Сергеевна (р. 1948) — экономист, д.э.н., профессор, зав. кафедрой экономической теории ППИ (ПГПУ) им. В. Г. Белинского.
- Шарошкин Николай Алексеевич (р. 1932) — историк, д.и.н., профессор ППИ (ПГПУ) им. В. Г. Белинского.
- Ягов Олег Васильевич (р. 1970) — историк, д.и.н., профессор, Почетный работник высшего профессионального образования РФ, декан исторического факультета ППИ (ПГПУ) им. В. Г. Белинского.

### Шоу-бизнес/телевидение
- Воля Павел Алексеевич (р. 1979) — российский эстрадный артист разговорного жанра, телеведущий, киноактёр, участник телепроектов КВН и Comedy Club;
- Каменецкий Ефим Александрович (1935-2021 гг.) - советский, российский актёр театра и кино. Народный артист России (2008).
- Керимов Тимур Михайлович (р. 1979), более известен как Тимур Родригез — российский эстрадный артист разговорного жанра, музыкант, теле и радиоведущий, участник телепроектов КВН и Comedy Club;
- Рожков Евгений Геннадьевич (р.1975) -  российский телеведущий и журналист. Ведущий программы «Вести» на телеканале «Россия»
- Ситтель Мария Эдуардовна (р.1975) — российская телеведущая. Ведёт информационную программу «Вести» на телеканале «Россия», лауреат премии «ТЭФИ»
- Школьник Леонид Яковлевич (р. 1979) — российский продюсер, сценарист и ведущий юмористических и развлекательных телешоу, телепроектов КВН и Comedy Club.

### Политики
- Кузнецова Анна Юрьевна (р. 1982) — Уполномоченный при Президенте Российской Федерации по правам ребёнка с сентября 2016 года.
- Куликов Фёдор Михайлович (1925 — 2015) — советский и российский государственный и общественный деятель, первый секретарь Пензенского обкома КПСС в 1979 — 1990 гг., член ЦК КПСС в 1981 — 1990 гг.
- Мельниченко Олег Владимирович (р. 1973) — губернатор Пензенской области с 2021 года, сенатор РФ в 2017—2021 годах;

### Герои России
- Петрачков, Павел Анатольевич (1979 — 2010) — лейтенант МВД России, погиб при исполнении воинского и служебного долга в Чеченской Республике. Герой России (2010, посмертно).